# Trykraty
Trykraty (ukrainisch Трикрати; russisch Трикраты Trikraty) ist ein Dorf in der ukrainischen Oblast Mykolajiw mit etwa 2000 Einwohnern (2001).

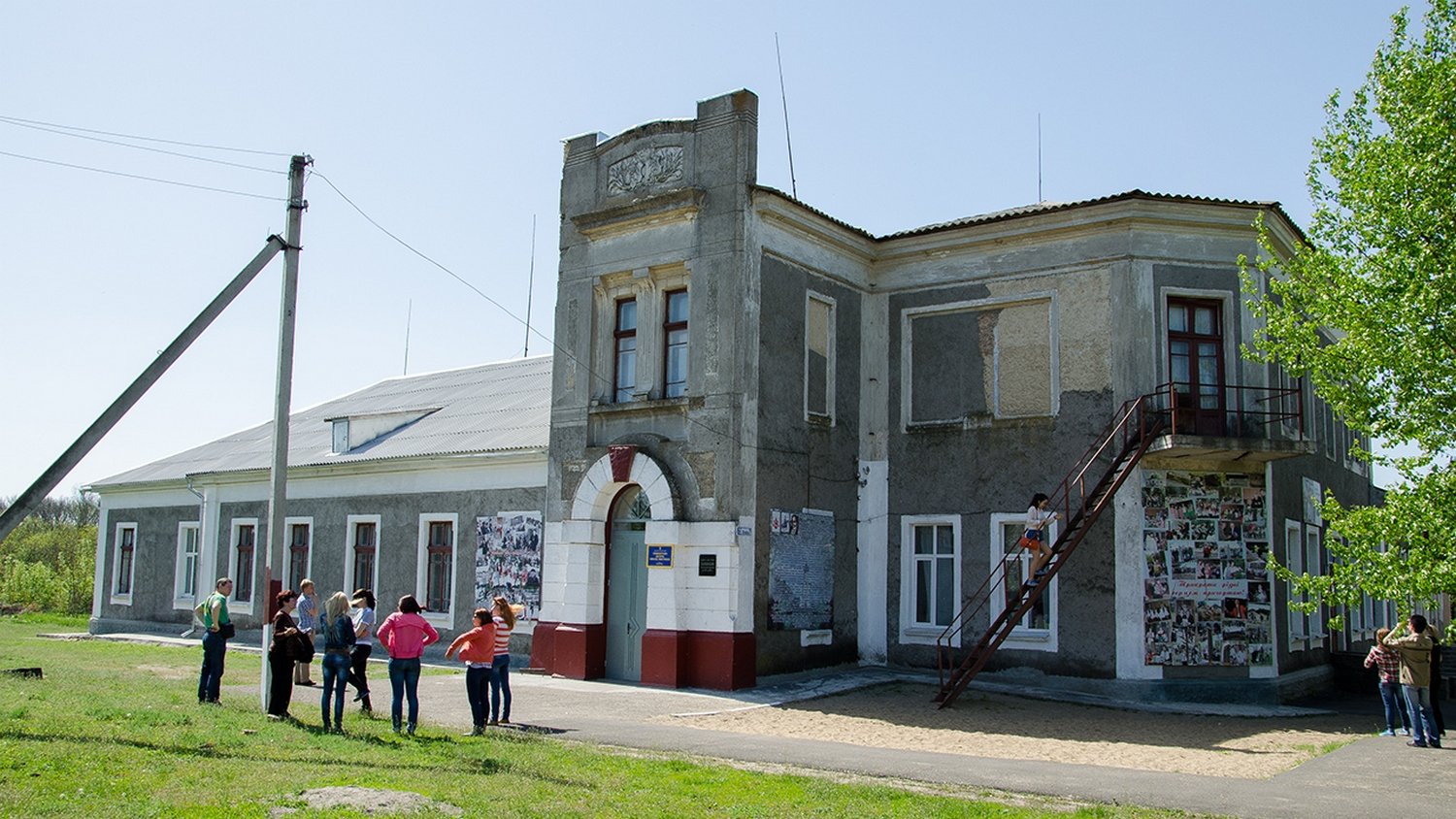
Ehemaliges Herrenhaus von Petro Skarschynskyj (1741–1805)

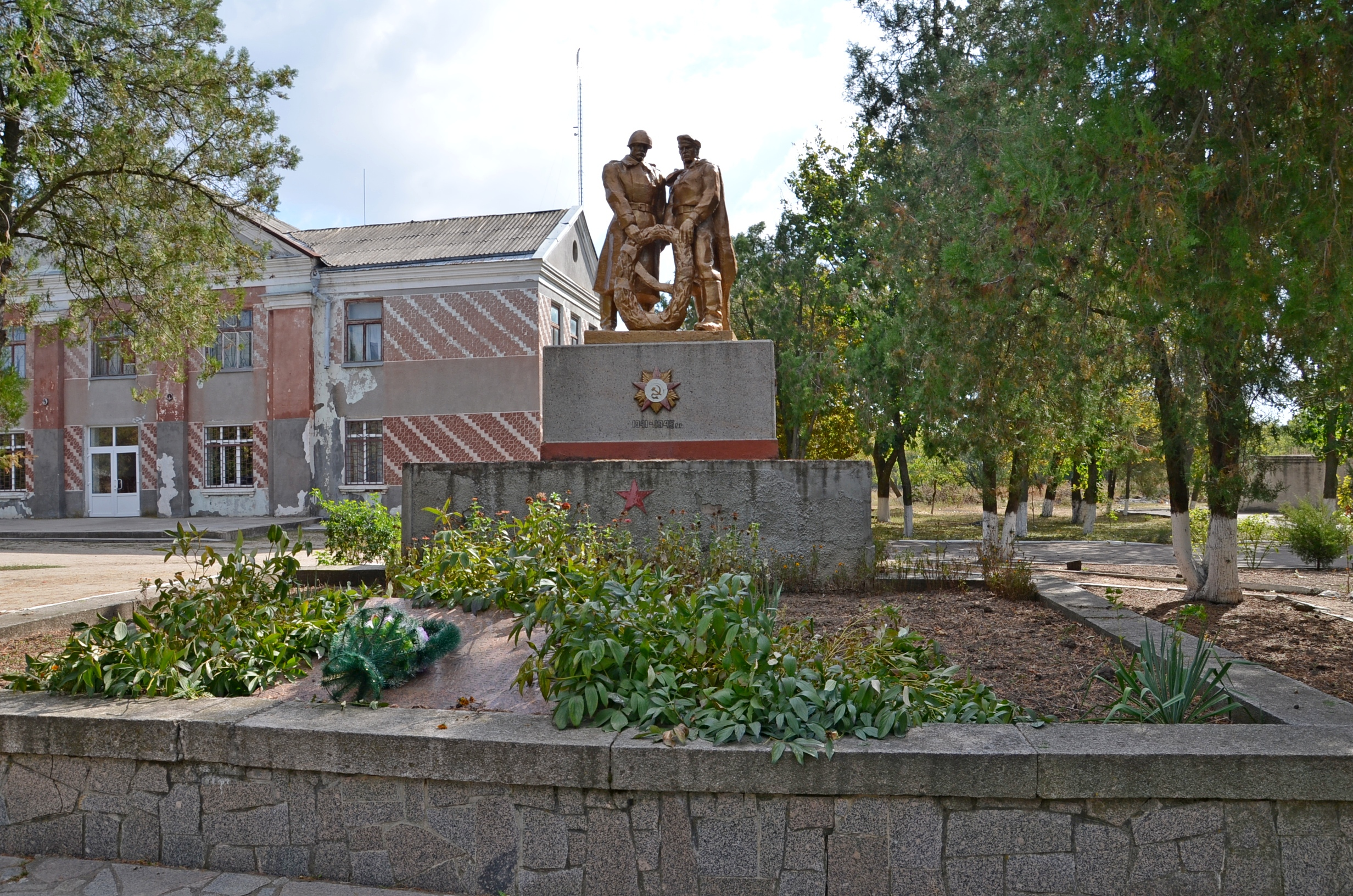
Grabstätte gefallener Soldaten bei dem Haus der Kultur in Trykraty

Das in den späten 1770er Jahren – Anfang der 1780er Jahre gegründete Dorf liegt am Ufer der Arbusynka (Арбузинка), einem 51 km langen Nebenfluss des 114 km langen Mertwowod (Мертвовод), 13 km östlich vom Gemeindezentrum Oleksandriwka, 20 km nordöstlich vom Rajonzentrum Wosnessensk und etwa 110 km nordwestlich vom Oblastzentrum Mykolajiw.
Durch das Dorf verläuft die Territorialstraße T–15–11. Fünf Kilometer westlich von Trykraty liegt das Dorf Aktowe mit der Aktowe-Schlucht, einem geologischen Naturdenkmal im Tal des Mertwowod.
Am 13. Juli 2016 wurde das Dorf ein Teil der neugegründeten Siedlungsgemeinde Oleksandriwka, bis dahin bildete es zusammen mit den Dörfern Aktowe, Sorja (Зоря) und Wilnyj Jar (Вільний Яр) die gleichnamige Landratsgemeinde Trykraty (Трикратівська сільська рада/Trykratiwska silska rada) im Norden des Rajons Wosnessensk.
Am 17. Juli 2020 kam es im Zuge einer großen Rajonsreform zum Anschluss des Rajonsgebietes an den Rajon Wosnessensk.